# Distrito de Kurunegala
Kurunegala es un distrito de Sri Lanka en la provincia Noroeste. Código ISO: LK.KG.
Comprende una superficie de 4 771 km².
El centro administrativo es la ciudad de Kurunegala.

## Demografía
Según estimación 2010 contaba con una población total de 1 563 000 habitantes, de los cuales 789 000 eran mujeres y 774 000 varones.